# James Dooley
James Dooley, né le 26 avril 1877 dans le comté de Longford en Irlande et mort le 2 janvier 1950 en Nouvelle-Galles du Sud, est un homme politique australien premier ministre de la Nouvelle-Galles du Sud du 5 octobre au 20 décembre 1921 et du 20 décembre 1921 au 13 avril 1922.